# Frédéric Stehr
 (février 2020).
Frédéric Stehr, né le 31 mars 1956 à Paris, est un auteur et illustrateur français de littérature d'enfance et de jeunesse.

## Biographie

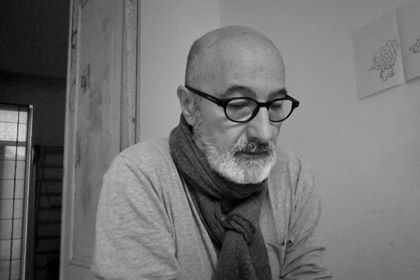
Frédéric Stehr au travail

Frédéric Stehr est né sixième d’une famille de sept enfants. Il a fréquenté un moment la section sérigraphie de l’Ecole professionnelle supérieure des arts graphiques de Paris. Néanmoins, il préfère crayonner dans les jardins publics, des heures durant. Il abandonne les Beaux-Arts et exerce divers métiers pour gagner sa vie (peintre, charpentier). C’est lors d'une mission d'intérim à l'École des loisirs que son envie de dessiner et de raconter en images se confirme. Son premier album, "Je n’ai pas faim", paraît en 1983. Depuis, il a publié plus de soixante-dix albums dont la série des "Foufours" avec son frère, Gérald Stehr, celle des "Calinours" avec Alain Broutin, celle des "Mariette et Soupir" avec Irène Schwartz et celle des "Flocon" avec divers auteurs. Ses personnages de prédilection sont incontestablement les ours (Foufours, Calinours et Flocon).

## Publications

### En tant qu'auteur et illustrateur
- Je n'ai pas faim, École des loisirs, 1983
- L'abominable Guillaume des neiges, École des loisirs, Albums et Lutin poche, 1983
- Coin-Coin, École des loisirs, Albums et Lutin poche, 1985
- Bouboule, École des loisirs, Albums, 1986
- Nuit blanche, École des loisirs, Albums, 1989
- Tu seras funambule comme papa !, École des loisirs, Albums et Lutin poche, 1990
- L'infirmière du Docteur Souris, École des loisirs, Albums et Lutin poche, 1992
- Sur les traces de maman, École des loisirs, Albums, 1995
- Monsieur Leloup est amoureux, Milan Jeunesse, Le coffre à histoires, 1996
- Chouchou lapin, École des loisirs, Albums, 1997
- Les trois petites cochonnes, École des loisirs, Albums et Lutin poche, 1997
- C'est moi, Coin-Coin, École des loisirs, Albums, 1998
- Un cochon chez les loups, École des Loisirs, Albums et Lutin poche, 2004
- Loupiotte, École des loisirs, Albums et Lutin poche, 2000
- En route, École des loisirs, Albums, 2008
- Jour de lessive, École des loisirs, Albums et Lutin poche, 2010
- "Allô Mamie ?", École des loisirs, Albums, 2011
- Le bonnet d'Ona, École des loisirs, Albums, 2012
- Flocon prépare Noël, Milan Jeunesse, Flocon, 2013
- Zim Bam Boum, École des loisirs, Pastel, 2016
- Copains-Câlins, École des loisirs, Pastel, 2017
- L'orage, École des loisirs, Pastel, 2018
- Tu ne dors pas, Isidore ?, École des loisirs, Pastel, 2019

### En tant qu'illustrateur
- Le moulin à paroles, abécédaire, École des loisirs, 1983 (auteur : Jo Hoestlandt)
- Les chevaux du Tzigane, École des loisirs, Renard poche, 1983 (auteur : Jacques Delzongle)
- Marmelade Jim, École des loisirs, Joie de lire, 1984 (auteur : Alan Sillitoe)
- Mariette et Soupir vont cueillir des myrtilles, École des loisirs, Albums et Lutin poche, 1984 (autrice : Irène Schwartz)
- Mariette, Soupir et tante Petit-Bec, École des loisirs, Albums et Lutin poche, 1984 (autrice : Irène Schwartz)
- Docteur Willy, Bayard Jeunesse, J'aime lire, 1985 (autrice : Elfie Donnelly)
- La grande peur de Mariette et Soupir, École des loisirs, Albums et Lutin poche, 1985 (autrice : Irène Schwartz)
- La fessée de Mariette et Soupir, École des loisirs, Albums et Lutin poche, 1986 (autrice : Irène Schwartz)
- Calinours va faire les courses, École des loisirs, Albums et Lutin poche, 1987 (auteur : Alain Broutin)
- 16 jours et 17 nuits, Bayard Editions-Centurion, J'aime lire, 1987 (auteur : Henri Delpeux)
- Mariette et Soupir ont perdu maman, École des loisirs, Albums et Lutin poche, 1987 (autrice : Irène Schwartz)
- Mariette, Soupir et crotte de bique, École des loisirs, les lutins, 1988 (autrice : Irène Schwartz)
- Le roman de Renart, École des loisirs, Médium, 1988 (auteur anonyme)
- Jacques a dit, École des loisirs, Albums, 1988 (auteur : Alain Broutin)
- Promenons-nous dans les bois, École des loisirs, Albums, 1988 (auteur : Alain Broutin)
- Melba l'oursonne, Bayard Jeunesse, Les Belles histoires de Pomme d'api, 1989 (autrice : Geneviève Noël)
- Fifi, Bayard Editions, J'aime lire, 1990 (auteur : Evelyne Reberg)
- Calinours se réveille, École des loisirs, Albums, 1991	(auteur : Alain Broutin)
- Gentiloup, École des loisirs, Albums et Lutin poche, 1991 (auteur : Alain Broutin)
- Le Loup-Coucou, École des loisirs, Renardeau, 1991 (auteur : Jean-Paul Berthet)
- Soupir apprend à siffler, École des loisirs, Albums et Lutin poche, 1992 (autrice : Irène Schwartz)
- Môme et Gentigre, École des loisirs, 1993 (auteur : Gérald Stehr)
- Calinours va à l'école, École des loisirs, Albums, 1994 (auteur : Alain Broutin)
- Foufours cherche le pays du miel, École des loisirs, 1994 (auteur : Gérald Stehr)
- Foufours déménage, École des loisirs, les lutins, 1996 (auteur : Gérald Stehr)
- Mariette et Soupir cherchent une maison, École des loisirs, Albums et Lutin poche, 1996 (autrice : Irène Schwartz)
- Chouchou lapin, École des loisirs, Albums, 1997 (auteur : Alain Broutin)
- Foufours fait confiance, École des loisirs, Albums et Lutin poche, 1998 (auteur : Gérald Stehr)
- Foufours a peur du noir, École des loisirs, Albums, 1999 (auteur : Gérald Stehr)
- Flocon, Milan, Albums, 1999 (autrice : Jeanne Failevic)
- Foufours reçoit Sé Pas Grave, École des loisirs, Albums, 2000 (auteur : Gérald Stehr)
- Circeta Baou : La princesse invincible, École des loisirs, Albums, 2001 (auteur : Gérald Stehr)
- Flocon fait le tour du monde, Milan Jeunesse, Flocon, 2001 (autrice : Jeanne Failevic)
- La Princesse lutteuse, École des loisirs, Albums, 2001 (auteur : Gérald Stehr)
- Foufours découvre un secret, École des loisirs, Albums, 2002 (auteur : Gérald Stehr)
- Ouistiti et Citronnelle, Milan, Albums, 2002 (auteur : Gérald Stehr)
- Flocon et son papa, Milan Jeunesse, Flocon, 2002 (autrice : Jeanne Failevic)
- Foufours et Ouakari, École des loisirs, Albums, 2003 (auteur : Gérald Stehr)
- Mariette, Soupir et le petit cerisier, École des loisirs, Albums, 2005 (autrice : Irène Schwartz)
- Le problème quand vous êtes un renard, École des loisirs, Albums, 2006 (auteur : Didier Lévy)
- La tribu de Malgoumi, Actes Sud junior, 2008 (auteur : Laurent Gaudé
- Calinours fait la fête, École des loisirs, Albums et Lutin poche, 2009 (auteur : Alain Broutin)
- Promenade avec un lapin, École des loisirs, Mouche, 2010 (auteur : Christian Oster
- Monstres de père en fils, Actes Sud junior, 2010 (auteur : Gérald Stehr)
- Trop chaud, École des loisirs, Mouche, 2011 (auteur : Christian Oster)
- Flocon et la course à vélo, Milan Jeunesse, Flocon, 2012 (autrice : Charlotte Derville)
- Flocon joue à cache-cache, Milan Jeunesse, Flocon, 2012 (autrice : Charlotte Derville)
- Flocon ne veut pas se lever, Milan Jeunesse, Flocon, 2012 (autrice : Charlotte Derville)
- Flocon pirate des bois, Milan Jeunesse, Flocon, 2012 (autrice : Charlotte Derville)
- Flocon attend le Père Noël, Milan Jeunesse, Flocon, 2012 (autrice : Elsa Devernois)
- Flocon et les œufs en chocolat, Milan Jeunesse, Flocon, 2012 (autrice : Elsa Devernois)
- Flocon président, Milan Jeunesse, Flocon, 2012 (autrice : Elsa Devernois)
- Flocon range sa chambre, Milan Jeunesse, Flocon, 2012 (autrice : Elsa Devernois)
- Flocon et le bonhomme géant	Emilie Bélard, Milan Jeunesse, Flocon, 2012
- Flocon superhéros, Milan Jeunesse, Flocon, 2012 (autrice : Emilie Bélard)
- Flocon n'a pas peur de l'orage, Milan Jeunesse, Flocon, 2013 (autrice : Elsa Devernois)
- Flocon a du chagrin, Milan Jeunesse, Flocon, 2013 (autrice : Emilie Bélard)
- Les trop petits cochons, École des loisirs, Mouche, 2016 (auteur : Christian Oster)

### Vidéos
- Vidéo sur l'univers de Frédéric Stehr
- Irène Schwartz et Frédéric Stehr
- Copains-câlins, un album de Frédéric Stehr
- Frédéric Stehr, auteur de l'album Zim Bam Boum
- Rencontre avec Frédéric Stehr